# Serra de Pau
La Serra de Pau és una serra situada al municipi de Pau a la comarca de l'Alt Empordà, amb una elevació màxima de 466,5 metres.